# Elisabeth Udolf-Strobl
Elisabeth Udolf-Strobl (Wels, 1956. április 12. –) Ausztria gazdasági minisztere volt.

## Élete
1991-től 1996-ig a gazdasági minisztériumban majd a  külügyminisztériumban Wolfgang Schüssel munkatársa volt. 1999-től osztályvezető (Sektionchefin) a gazdasági minisztériumban volt.

## Fordítás
- Ez a szócikk részben vagy egészben  az   Elisabeth Udolf-Strobl című német Wikipédia-szócikk ezen változatának fordításán alapul.  Az eredeti cikk szerkesztőit annak laptörténete sorolja fel. Ez a jelzés csupán a megfogalmazás eredetét és a szerzői jogokat jelzi, nem szolgál a cikkben szereplő információk forrásmegjelöléseként.